# Gigamesh
Gigamesh es una librería de Barcelona especializada en libros de literatura fantástica y de ciencia ficción, historietas y toda clase de juegos no electrónicos: juegos de tablero, de guerra, de rol, de estilo alemán, de cartas coleccionables, etc.
Gigamesh, en la actualidad la mayor librería de ciencia ficción y género fantástico de Europa, abrió sus puertas por primera vez en 1985 de la mano del librero, traductor y crítico literario de ciencia ficción Alejo Cuervo. Fue con el nombre de su fanzine Gigamesh (lanzado en 1984) con el que Cuervo dio nombre al premio Gigamesh en 1984 y a su librería en 1985, pero también a la revista Gigamesh en 1991 y a la editorial Gigamesh en 1999.

## Historia
Alejo Cuervo abrió su librería por primera vez el lunes 10 de junio de 1985 en el número 53 de la Ronda de San Pedro en Barcelona. Cuervo nunca ha dejado por escrito una explicación clara y completa de la razón por la que eligió el término Gigamesh para el nombre del fanzine y para, un año más tarde, el de la librería. Como él mismo ha escrito en su opúsculo Exégesis (2014):

Gigamesh es una referencia velada a una de las obras más brillantes de Stanisław Lem y un homenaje a este autor. Nunca doy más detalles por escrito: es un atrapamoscas maravilloso. Que se equivoquen por ahí pensando que hace referencia al texto babilónico y nos regalen eles de forma recurrente forma ya parte de nuestras vidas.

En sus primeros años de existencia, la librería obtuvo un gran éxito con la venta de juegos de rol pero sobre todo con la venta de figuras de los juegos de miniaturas Warhammer Fantasy Battle, Warhammer 40 000 y Space Hulk. En los años 1990 los editores de estos juegos lanzaron una tienda propia en Barcelona, destinada a la venta de sus productos, y esto obligó a Alejo Cuervo a reorientar su mercado, aprovechando entonces una nueva moda que acababa de llegar en 1993, la de los juegos de cartas coleccionables. A los pocos años este nuevo mercado le permitió abrir una segunda tienda en el número 43 de la misma Ronda de San Pedro, destinada únicamente a la venta de cartas coleccionables, y una tercera en el número 2 del paseo de San Juan, destinada a una mayor variedad de juegos: de rol, de tablero y de cartas coleccionables. En 2007 la empresa trasladó la actividad de la tienda de cartas coleccionables para que éstas fueran vendidas en la tienda situada en el paseo de San Juan, junto con el resto de juegos. En marzo de 2014, todas las direcciones habidas hasta entonces cerraron sus puertas y Gigamesh empezó una nueva etapa, mudándose esta vez a un único local de 500 m² en el número 8 de la calle Bailén, donde todavía se encuentra en la actualidad en tanto que la mayor librería de ciencia ficción de Europa. Desde entonces la librería vuelve a estar especializada en todo en fantasía y ciencia ficción. El nombre de la librería es también el que Alejo Cuervo había dado a Gigamesh, una revista de fantasía y ciencia ficción hoy en día desaparecida, a Ediciones Gigamesh (que Cuervo fundó en 1999) y al Premio Gigamesh, cuya importancia en la historia de la ciencia ficción en España no debe ser ignorada, pues este premio fue el primero en ser atribuido en España a obras de ciencia ficción.
Alejo Cuervo es el propietario de la librería Gigamesh en la vida real, así como también lo es en Fanhunter, universo de historieta de Cels Piñol.